# Garagoz (Zangilan)
Garagoz est un village de la région de Zangilan en Azerbaïdjan.

## Histoire
En 1993-2020, Garagoz était sous le contrôle des forces armées arméniennes. Le 9 novembre 2020, le village de Garagoz a été restitué sous le contrôle de l'Azerbaïdjan.

### Artixles connexes
- Kolluqichlag
- Itcheri Muchlan
- Sobu (Zangilan)